# La Micaela
La Micaela és un poblat de l'Uruguai, ubicat al sud del departament de Cerro Largo. Té una població aproximada de 100 habitants, segons les dades del cens del 2004.
Es troba a 43 metres sobre el nivell del mar.